# Eleição presidencial no Uzbequistão em 2015
As eleições presidenciais de 2015 realizaram-se no Uzbequistão em 29 de março. Cerca de 20,8 milhões de uzbeques estavam preparados para votar. O resultado foi uma vitória para Islam Karimov, que recebeu mais de 90% dos votos. A vitória de Karimov deu-lhe um quarto mandato consecutivo como presidente.

## Contexto
Uma lei constitucional sobre eleições presidenciais foi aprovada pelo Senado em 23 de março de 2012, que exigia que as eleições presidenciais fossem realizadas 90 dias após as eleições parlamentares. As eleições para a Câmara Legislativa foram realizadas em dois turnos, o primeiro em 23 de dezembro de 2014 e o segundo em 4 de janeiro de 2015.
A mudança na lei efetivamente encurtou o mandato do presidente Islam Karimov em vários meses, já que, de acordo com a lei anterior, as eleições teriam sido realizadas em 27 de dezembro de 2015. Embora a Constituição limite os presidentes a dois mandatos, a Comissão Eleitoral Central permitiu que Karimov se candidatasse novamente, argumentando que ele havia cumprido apenas um mandato desde que a Constituição foi adotada em 2002, e que seus dois mandatos anteriores antes disso não deveriam contar.

## Resultados
| Candidato                                | Partido                                      | Votos      | %      |
| ---------------------------------------- | -------------------------------------------- | ---------- | ------ |
| Islam Karimov                            | Partido Liberal Democrático                  | 17,122,597 | 91.83  |
| Akmal Saidov                             | Partido Democrático do Renascimento Nacional | 582,688    | 3.12   |
| Hotamjon Ketmonov                        | Partido Democrático Popular                  | 552,309    | 2.96   |
| Nariman Umarov                           | Partido Social Democrata                     | 389,024    | 2.09   |
| Total                                    | Total                                        | 18,646,618 | 100.00 |
|                                          |                                              |            |        |
| Votos válidos                            | Votos válidos                                | 18,646,618 | 98.44  |
| Votos nulos/em branco                    | Votos nulos/em branco                        | 295,731    | 1.56   |
| Total de votos                           | Total de votos                               | 18,942,349 | 100.00 |
| Eleitores recenseados/afluência às urnas | Eleitores recenseados/afluência às urnas     | 20,798,052 | 91.08  |
| Fonte: CEC                               |                                              |            |        |